# Bolboceras armiger
Bolboceras armiger é uma espécie de insetos coleópteros polífagos pertencente à família Geotrupidae.
A autoridade científica da espécie é Scopoli, tendo sido descrita no ano de 1772.
Trata-se de uma espécie presente no território português.